# CMTX
주식회사 CMTX는 대한민국의 전자부품 제조업체이다.

## 역사
- 2013년 2월 1일: 코마테크놀로지라는 법인으로 설립
- 2014년: ISO 9001 인증 획득
- 2017년: 구미 신사옥으로 확장 이전
- 2020년: OCI스페셜티(現.SK스페셜티) 천안공장 인수
- 2025년 7월: 코스닥 상장을 위한 예비심사 청구[2]